# Есетаяха
Есетаяха (уст. Есета-Яха) — река в России, протекает по территории Пуровского района Ямало-Ненецкого автономного округа. Устье реки находится в 10 км по левому берегу реки Малхойяха. Образуется слиянием рек Нгарка-Есетаяха и Нюдя-Есетаяха. Длина реки — 48 км, площадь водосборного бассейна — 1010 км².

### Притоки (км от устья)
- 48 км: река Нгарка-Есетаяха (лв)
- 48 км: река Нюдя-Есетаяха (пр)

## Данные водного реестра
По данным государственного водного реестра России относится к Нижнеобскому бассейновому округу, водохозяйственный участок реки — Пур. Речной бассейн реки — Пур.